# 山口村 (岐阜県)
山口村（やまぐちむら）はかつて岐阜県本巣郡に存在した村である。
現在の本巣市山口に該当する。

## 歴史
- 1889年（明治22年）7月1日 - 町村制により、山口村が発足。
- 1897年（明治30年）4月1日 - 曽井中島村と合併し山添村が発足。同日山口村は廃止。